# Puchiwka
Puchiwka (ukr. Пухівка) – wieś na Ukrainie, w obwodzie kijowskim, w rejonie browarskim. Liczy 2167 mieszkańców.